# Marktcafé-arrest
Het Marktcafé is een arrest van de Nederlandse Hoge Raad (HR 10 oktober 1932, NJ 1933, p. 5) dat betrekking heeft op "dwaling" over een toekomstverwachting bij het tot stand komen van een (huur)overeenkomst. Het arrest bepaalde dat dwaling over een toekomstverwachting voor rekening van de dwalende moet blijven en geen grond is voor vernietiging van een overeenkomst. De jurisprudentie waartoe dit arrest aanleiding gaf is thans gepositiveerd in artikel 6:228 lid 2 van het Burgerlijk Wetboek.

## Casus
Een man huurt een café met woning gelegen in een vrijwel onbebouwde buurt. Partijen hebben zich voorgesteld en zijn ervan uitgegaan dat, overeenkomstig een bij raadsbesluit goedgekeurd plan van de gemeente Utrecht dat de groentemarkt van die gemeente in het begin van 1929 zou worden gevestigd op de in dat plan aangegeven plaats, hetgeen zou meebrengen, dat het grote verkeer van en naar die markt langs zijn café zou worden geleid. Later wordt echter een andere plaats voor de groentemarkt aangewezen, met het gevolg, dat de bezoekers daarvan het café niet passeren. Daardoor wordt de locatie van het café erg ongunstig. De huurder vordert vernietiging van de overeenkomst op grond van dwaling.

## Hoge Raad
De Hoge Raad achtte de klacht ongegrond omdat de omstandigheden betrekking hebben op zuivere toekomstverwachtingen. 